# GrapheneOS
GrapheneOS ist ein gemeinnütziges Open-Source-Betriebssystem für Google Pixel-Geräte, das speziell auf Datenschutz und Sicherheit ausgerichtet ist. Es ist ein sogenanntes Android-Custom-ROM und basiert auf dem Android Open Source Project (AOSP) mit voller Android-App-Kompatibilität. Das Projekt, das 2014 als Abspaltung des CopperheadOS-Projekts gegründet wurde, konzentriert sich auf die Forschung und Entwicklung von Datenschutz- und Sicherheitstechniken. Hierzu gehören signifikante Verbesserungen im Bereich Sandboxing, Exploit-Abschwächung und dem Berechtigungsmodell.

## Entwickler und Geschichte
Im Jahr 2014 begann der Softwareentwickler Daniel Micay, sicherheitsrelevante Verbesserungen für das Projekt AOSP beizusteuern. 2015 gründete Micay gemeinsam mit James Donaldson die Firma Copperhead, welche ein auf Sicherheit optimiertes mobiles Betriebssystem entwickelte, das auf dem AOSP basiert. Der Name dieses Betriebssystems war CopperheadOS.
Im Juni 2018 schied Daniel Micay, technischer Direktor (CTO) und 50-prozentiger Anteilseigner des Unternehmens, aus dem Unternehmen nach einem Streit mit Geschäftsführer (CEO) James Donaldson aus. Der CEO habe nach Micays Aussage versucht, „das Projekt zwangsmäßig zu übernehmen“, und habe „die Spenden gestohlen“. Micay, der große Teile von CopperheadOS entwickelt hatte, veröffentlichte als dessen Fortsetzung Android Hardening, welches 2019 in GrapheneOS umbenannt wurde und den ursprünglichen Weg eines unabhängigen Open-Source-Projekts fortsetzt.
Im Mai 2023 gab Micay bekannt, dass er als leitender Entwickler von GrapheneOS und als Direktor der GrapheneOS Foundation zurücktreten werde. Micay schrieb: „Ich bin nicht in der Lage, mit dem eskalierenden Niveau der Belästigungen, einschließlich der jüngsten Swatting-Attacken, umzugehen. Es wird einen reibungslosen Übergang geben.“ Stand Januar 2025 führt ihn die GrapheneOS Foundation allerdings weiterhin als einen von drei Direktoren.

## Datenschutz

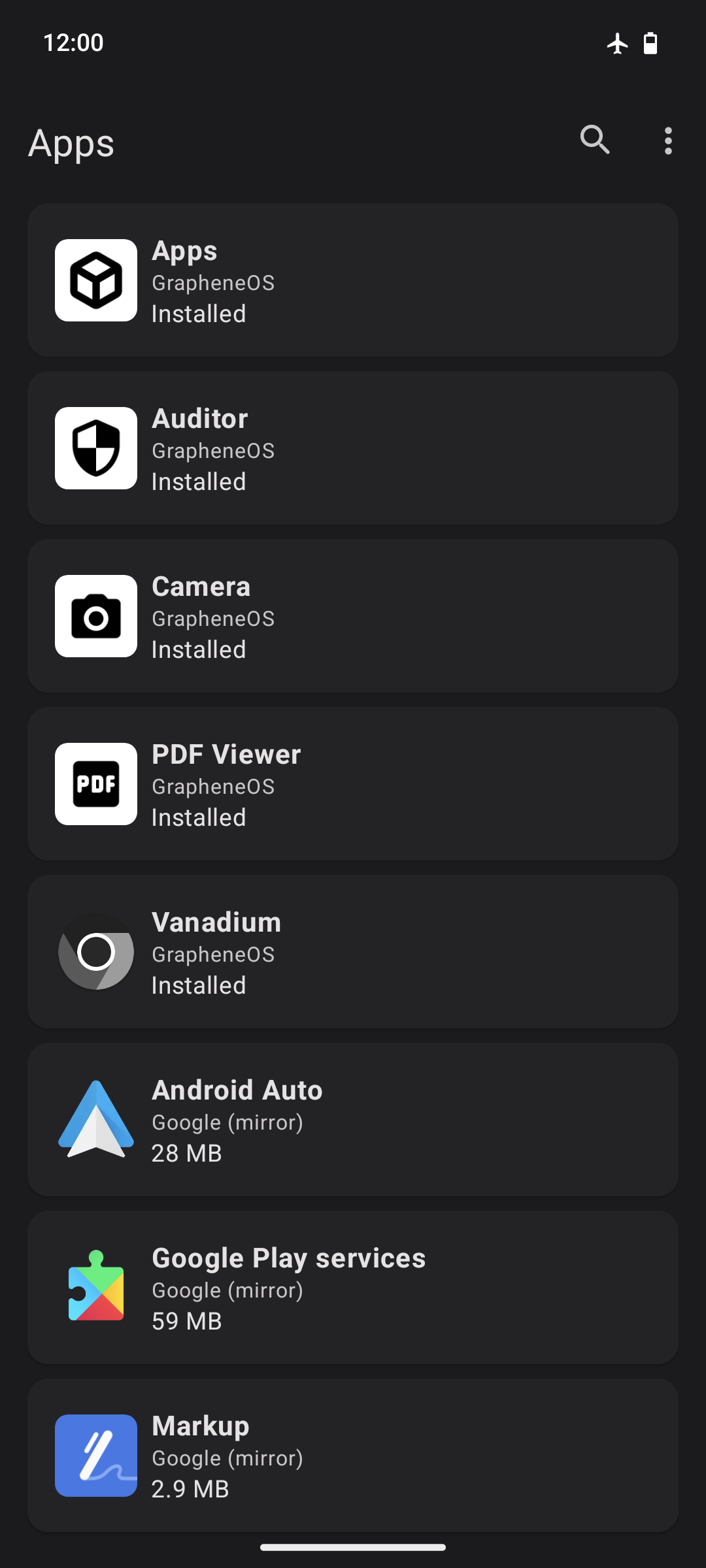
Standardapps-Übersicht von GrapheneOS.

GrapheneOS verzichtet standardmäßig auf die Nutzung der Google-Play-Dienste, bietet aber die Möglichkeit, diese in einer Sandbox mit weniger weitgehenden Berechtigungen nachzuinstallieren. Es enthält außerdem Datenschutz-Erweiterungen auf verschiedenen Ebenen des Betriebssystems und in den mitgelieferten Anwendungen. Einige Beispiele dafür sind:
- Der Zugriff auf die Zwischenablage für Anwendungen, die im Hintergrund laufen, ist standardmäßig deaktiviert.
- Netzwerkzugriff (inklusive Wi-Fi und GSM) kann einzelnen Anwendungen entzogen werden.
- Zugriff auf die Sensoren des Gerätes kann Anwendungen entzogen werden.
- Kamerazugriff ist für Anwendungen, die im Hintergrund laufen, nicht möglich, und es wird angezeigt, wenn die Kamera benutzt wird.
- Storage- bzw. Contact-Scopes ermöglichen beschränkte Zugriffsvergabe zu Dateien und Kontakten an Apps.
- Verschlüsselte Backups werden durch die Integration der Seedvault-App mit Unterstützung für lokale Backups und etliche Cloud-Speicheranbieter mit einer Cloudanbieter-App ermöglicht.
- Das Update-Protokoll sendet keine identifizierenden Informationen an den Update-Server und funktioniert auch über ein VPN oder mit Tor.
- Schutz der Privatsphäre in WLAN-Verbindungen durch jeweils neue MAC-Adressen pro Verbindung

## Sicherheit
Google Pixel ab Modell 6, auf denen GrapheneOS mit SW-Stand mindestens Anfang 2023 installiert ist, sind mit Stand Juli 2024 die einzigen Geräte, auf die Cellebrites UFED laut ihrer eigenen Cellebrite-Premium-7.69.5-Android-Support-Matrix nicht zugreifen kann. GrapheneOS zeichnet sich durch folgende Funktionen bzw. Eigenschaften aus:
- Vanadium: gehärtetes WebView und auf Chromium basierender Standardbrowser (WebView wird von den meisten anderen Anwendungen zur Verarbeitung von Webinhalten verwendet)
- GrapheneOS-PDF-Viewer: abgesichterter PDF-Viewer, der vor Schadcode in Dokumenten schützen soll[11][8]
- Beim Start aktualisiert ein HTTPS-Kontakt mit https://time.grapheneos.org/ die Zeit aus dem Datums-Header-Feld. Dies ersetzt die Android-Netzwerkzeitaktualisierung mittels Mobilfunknetz, wenn es verfügbar ist, oder andernfalls per SNTP. Dieser Abgleich ist sicherheitsrelevant, da die Zertifikatsprüfung die exakte Zeit erfordert, die üblichen Standardprotokolle NTP/SNTP der meisten Betriebssysteme jedoch keine Authentifizierung nutzen.
- gehärtete C-Standard-Bibliothek und Memory-Allocator zum Schutz vor Sicherheitslücken wie z. B. Pufferüberlauflücken
- diverse weitere kleinere Absicherungen zur Angriffsflächenreduktion wie z. B. beim Starten von Apps oder im Bootprozess
- Möglichkeit zur Zwei-Faktor-Authentisierung mittels PIN zusätzlich zum Fingerabdruck beim Entsperren

## Unterstützte Geräte
GrapheneOS hat offizielle Produktionsunterstützung für die folgenden Geräte:
- Pixel 9a (tegu)
- Pixel 9 Pro Fold (comet)
- Pixel 9 Pro XL (komodo)
- Pixel 9 Pro (caiman)
- Pixel 9 (tokay)
- Pixel 8a (akita)
- Pixel 8 Pro (husky)
- Pixel 8 (shiba)
- Pixel Fold (felix)
- Pixel Tablet (tangorpro)
- Pixel 7a (lynx)
- Pixel 7 Pro (cheetah)
- Pixel 7 (panther)
- Pixel 6a (bluejay)
- Pixel 6 Pro (raven)
- Pixel 6 (oriole)

Die folgenden Geräte haben ihr Lebensende erreicht, erhalten keine vollständigen Sicherheitsupdates mehr und werden über erweiterte Support-Versionen von GrapheneOS unterstützt:
- Pixel 5a (barbet)
- Pixel 5 (redfin)
- Pixel 4a (5G) (bramble)
- Pixel 4a (sunfish)
- Pixel 4 XL (coral)
- Pixel 4 (flame)

Daniel Micay gab 2022 bekannt, den Vertrieb eines fremdgefertigten OEM-Mobiltelefones mit GrapheneOS anzustreben.

## Unterstützte Banking-Apps
Banking-Apps sind eine besonders problematische Klasse von Apps für die Kompatibilität mit alternativen Betriebssystemen. Einige von ihnen funktionieren problemlos mit jeder GrapheneOS-Konfiguration, aber die meisten von ihnen haben umfangreiche Abhängigkeiten von den Google-Play-Diensten. Für viele dieser Apps reicht es aus, die Sandbox-Funktion von Google Play in GrapheneOS im selben Profil einzurichten. Darüber hinaus gibt es noch weitere Komplikationen, die bei Nicht-Finanz-Apps im Allgemeinen nicht auftreten.
Die folgenden Listen beinhalten Banking-Apps die getestet, eingereicht, überprüft und als kompatibel mit GrapheneOS verifiziert wurden.

Stand: 2. August 2025

### International
- Binance
- Curve
- eToro
- iCard
- Flatexdegiro
- Klarna
- Payoneer
- PayPal
- Paysend
- Renault Bank
- Revolut
- UnionPay
- Wero
- Wise

### Deutschland
- 1822direkt
- Baden-Württembergische Bank
- BISON
- C24 Bank
- Commerzbank
- Consorsbank
- Deutsche Bank
- Deutsche Kreditbank
- Digitales Bezahlen
- ElsterSecure
- finanzen.net
- FNZ Bank
- GLS Gemeinschaftsbank
- Hanseatic Bank
- ING-DiBa
- Kontist
- KT Bank
- N26
- norisbank
- Oldenburgische Landesbank
- Pay (Bezahl-App)
- Postbank
- PSD Bank
- Santander
- Scalable
- SecureGo plus
- Smartbroker
- Sparda-Bank
- Sparkasse
- Targobank
- TEO
- Tomorrow
- Trade Republic
- Volksbanken und Raiffeisenbanken
- Volkswagen Financial Services

### Österreich
- bank99
- Bank Austria
- Card Complete
- easybank
- Erste Group
- Raiffeisengenossenschaften in Österreich

### Schweiz
- Alternative Bank Schweiz
- Airlock Authentifizierung
- Alpian
- Banque Cantonale Neuchâteloise
- Banque Cantonale Vaudoise
- Cembra Money Bank
- Credit Suisse
- debiX+
- Migros Bank
- neon
- Postfinance
- Raiffeisen Schweiz
- Twint
- UBS
- Yuh
- Zürcher Kantonalbank

## Rezeption
Edward Snowden sagte im September 2019: „Wenn ich heute ein Smartphone konfigurieren würde, würde ich Daniel Micays GrapheneOS als Basis-Betriebssystem verwenden.“ Diese Aussage bekräftigte er nochmals am 4. November 2022.